# Lytopeplus compactus
Lytopeplus compactus is een keversoort uit de familie dwerghoutkevers (Cerylonidae). De wetenschappelijke naam van de soort werd in 1895 gepubliceerd door David Sharp.